# Tropiskt monsunklimat
Tropiskt monsunklimat (Am) är en klimattyp inom den tropiska klimatzonen, med en torrtid och en regntid. Klimattypen kan delas in i två typer, baserat på om monsunen kommer på sommaren eller vintern.

## Varianter
Det tropiska monsunklimatetet har två grundläggande varianter, baserat på när under året monsunen infaller. Dessa är:
Sommarmonsunklimat (månadsangivelserna gäller norra halvklotet): Kraftiga monsunregn från maj till oktober, torrtid oktober till maj. Det är oftast som svalast i slutet av regntiden och början på torrtiden. I slutet av torrtiden är vädret som varmast. Klimattypen är vanligast förekommande i Sydostasien (Vietnam, delar av Thailand med mera), Indien och Sri Lanka.
Vintermonsunklimat (månadsangivelserna gäller norra halvklotet): Som ovan, med den skillnaden att regntiden är mellan oktober och april och torrtiden mellan april och oktober. Denna typ av klimat är i regel lite svalare än sommarmonsunklimat. Den förekommer mest i Centralamerika och i östra Asien (Korea, södra Japan, södra Kina mera). Däremot förhindras vintermonsunen till stor del över Sydasien på grund av Himalayas sträckning. Vindarna tar i Asien sin utgångspunkt över Mongoliet och nordöstra Kina och kan föra nederbörd till Indonesien och Malaysia.
Sommarmonsunen har sitt ursprung på havet och för med sig nederbörd in över land. Vintermonsunen är torrare, eftersom den blåser från land till havet under vintern.